# City Ground
Le City Ground est un stade de football basé à West Bridgford, près de Nottingham, en Angleterre. Sa capacité est de 30 576 places et son club résident est Nottingham Forest.
Le City Ground qui a accueilli l'Euro 96, est situé à moins de 275 m du Meadow Lane, le stade de Notts County FC, le second club de Nottingham. Les deux stades sont les plus proches des stades de football professionnel en Angleterre et les seconds plus proches du Royaume-Uni après ceux de Dundee F.C. et Dundee United.
Il s'agît du 22e plus grand stade de football d'Angleterre.

## Histoire

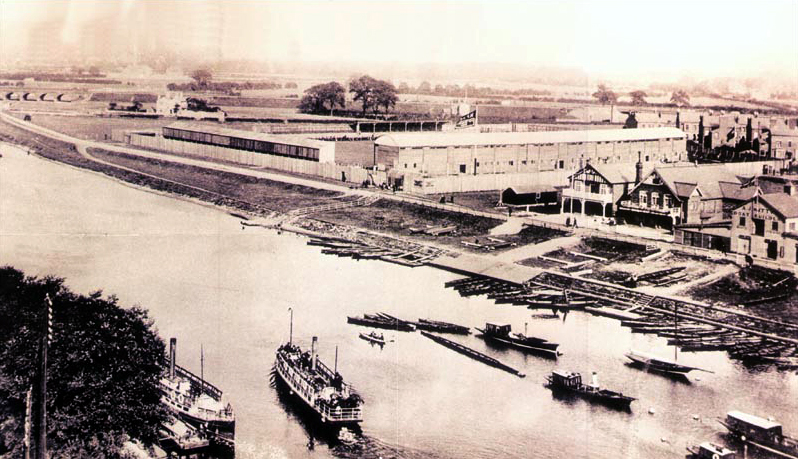
Le City Ground en 1898

Nottingham Forest a emménagé dans ses nouveaux quartiers le 3 septembre 1898, 33 ans après sa création.
Afin de rassembler les 3 000 £ nécessaires afin de financer son déménagement, le club a demandé aux supporters et hommes d'affaires de souscrire au “New Ground Scheme” dont chaque bon valait 5 £. Plus de 2 000 £ ont été récoltés de cette manière.
Le nouveau terrain a été appelé City Ground. Il n'était situé qu'à quelques centaines de mètres de l'ancien terrain. En face de City Ground, de l'autre côté de la Trent se trouve Meadow Lane, le stade du vieux rival Notts County. À ses origines, City Ground était largement ouvert sur les côtés, ce qui ne le protégeait pas des intempéries. Toutefois le terrain était l'un des meilleurs du pays. Cela était dû à la présence de l'entreprise de J. W. Bardil, un pépiniériste dont l'entreprise familiale existe toujours et qui avait la tâche d'entretenir le terrain.
Après des essais de matchs en nocturne (notamment en 1947), le stade est définitivement équipé d'un système d'éclairage en 1961. Le City Ground est le dernier stade anglais de D1 à être équipé ainsi.
En 1967, une nouvelle tribune a été construite à l'Est. Elle a coûté 40 000 £ pour 2 500 places assises. Le match inaugural suivant ces aménagements a opposé Nottingham au Manchester United de Matt Busby.
La tribune principal a été largement reconstruite en 1965, mais un incendie l'a détruite le 24 août 1968 durant un match contre Leeds United. Heureusement il n'y eut aucune victime parmi les 31 126 spectateurs. Le feu avait pris dans les vestiaires juste avant la mi-temps et s'était rapidement répandu sur cette tribune en bois. À la suite de l'incendie, Nottingham Forest a été contraint à jouer six matchs à domicile à Meadow Lane et n'en a gagné aucun. De nombreux dossiers, trophées et autres objets furent détruits dans l'incendie. Une nouvelle tribune de 5 708 places a été construite à l'emplacement de l'ancienne.
La tribune présidentielle a été construite en 1980 pour 2 millions de Livres. Son financement provenait largement des campagnes mémorables qui permirent à Nottingham d'être champion d'Europe en 1979 et 1980. Cette suprématie en Angleterre et en Europe de l'équipe de Brian Clough et Peter Taylor avait en effet permis d'engranger beaucoup d'argent. La nouvelle tribune avait une capacité de 10 000 places. Cette tribune contient également 36 loges et une grande salle de réception. Elle a été renommée au nom de Brian Clough après son départ du club. En mémoire de son compagnon d'armes, il a ensuite déclaré qu'il aurait aimé qu'elle porte aussi le nom de Peter Taylor.
Les drames survenus dans le football anglais à la fin des années 1980 ont entrainé la reconstruction de la tribune Bridgford à partir d'avril 1992 qui avait désormais une capacité de 7 710 places. Le niveau inférieur de 5 131 places était réservé est réservé aux supporters adverses. La forme inhabituelle du toit a été conçue pour permettre à la lumière du soleil d'atteindre les maisons de Colwick Road situées à proximité.
Le Trent End est la tribune la plus récente. Elle a été reconstruite à l'occasion du Championnat d'Europe de Football de 1996. Très présente dans le paysage elle a permis d'ajouter 7 338 places faisant passer la capacité totale du stade à 30 576 places. City Ground pourrait encore être étendu à 46 000 places si Nottingham retrouvait l'élite du championnat d'Angleterre.

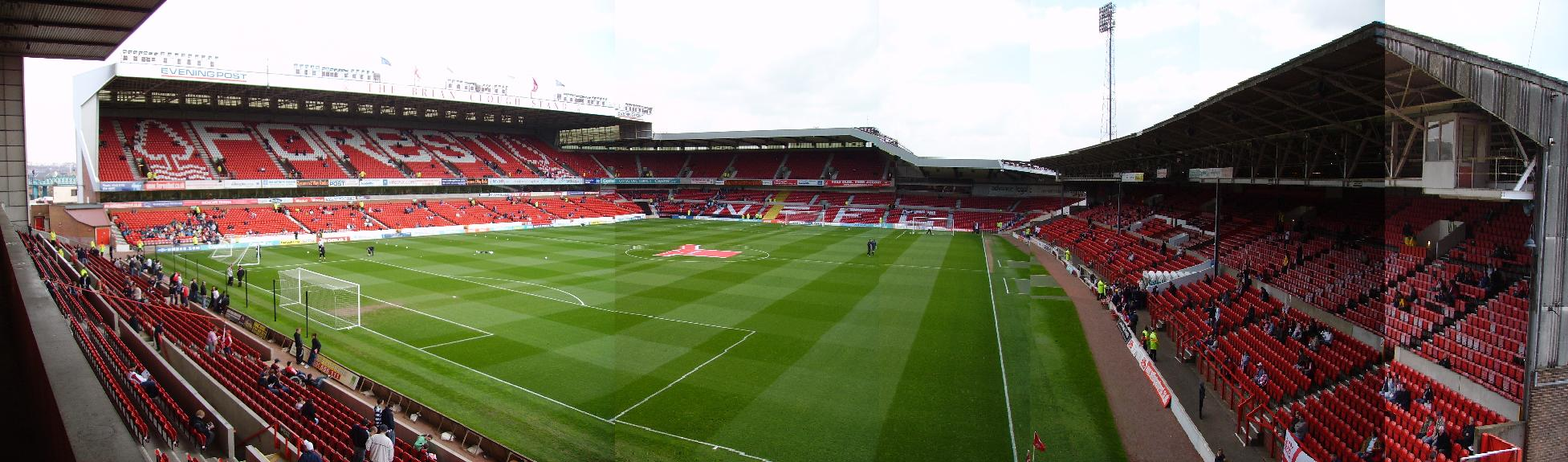
Panorama pris depuis le Trent End.

## Événements
Le City Ground a accueilli l'équipe d'Angleterre en 1909 pour un match face au Pays de Galles. Entre 1899 et 1956, le stade a reçu six demi-finales de la FA Cup, traditionnellement jouées sur terrain neutre.
Le City Ground a également accueilli la finale de la FA Cup féminines à deux reprises en 2007 et 2008. La finale de 2007 opposant Arsenal à Charlton a rassemblé 24 529 spectateurs, ce qui était un record. Celui-ci a été battu l'année suivante pour la finale entre Arsenal et Leeds United (24 582 spectateurs).
Le stade a accueilli la demi-finale de la H Cup 2001-2002 opposant les Leicester Tigers aux Llanelli Scarlets. Le 6 juillet 2005, le groupe R.E.M. s'y est produit devant plus de 20 000 spectateurs.

## Projet de nouveau stade
Le 20 juin 2007, les dirigeants du club ont présenté leur projet pour une éventuelle délocalisation vers un nouveau stade de 50 000 places. Prévu pour 2014, ce stade devait répondre aux standards de la FIFA dans le cadre de la candidature anglaise à recevoir la Coupe du monde 2018. Le projet de candidature était tellement avancé qu'il a éliminé les villes voisines de Derby et Leicester alors que celles-ci avaient déjà un nouveau stade.
Quelques supporters avaient déjà suggéré différents noms possibles pour le nouveau stade comme le Brian Clough Arena, le New City Ground, le City of Nottingham Stadium ou encore le Robin Hood Arena.
Le lieu d'implantation possible du nouveau stade a changé à de nombreuses reprises. L'échec de la candidature anglaise pour accueillir la Coupe du monde 2018 a remis le projet à une date indéterminée, et un projet de rénovation du stade existant devrait débuter à l'été 2020.